# 伊藤平左衛門 (9世)
9世伊藤平左衛門（いとう へいざえもん、1829年12月14日（文政12年11月19日） - 1913年（大正2年）5月11日)は、江戸時代末期（幕末）から大正時代にかけての建築家。諱は守道または鴷齋。尾張国の工匠の棟梁の名跡・伊藤平左衛門の9世。明治の東京・横浜で洋風建築、清国で中国建築、京都や奈良で日本古代建築を研究。愛知県庁舎など明治初期の東海地方に洋風建築を導入し、東本願寺御影堂など多くの近代社寺建築も手掛けた。内国勧業博覧会、パリ万国博覧会などに出品し数々の賞を受賞。1896年より帝室技芸員。藍綬褒章受章者。文化功労者の建築学者・伊藤延男は曾孫。

## 生涯
1829年12月14日(旧暦：文政12年11月19日)、名古屋宮町に生まれる。父は伊藤平左衛門の8世で、代々尾張藩作事方を務めた工匠の棟梁であった。幼名は陽一郎といい、「陽一来復（冬至）」の頃に生まれたことにちなみ尾張の儒学者秦鼎に名づけられた。秦に漢学を、建築技術を父に学ぶ。
1845年（弘化2年）京都東本願寺大門建築の際、父とともに工事に従事する。1849年（嘉永2年）、名を平作に改める。京都に移住し、鷹司家の作業御用を務めながら、京都や奈良で日本古来の建築様式を研究。その後、郷里に帰って、父の事業を助けて平右衛門に改名。1863年（文久3年）の八月十八日の政変後、京都に諸藩邸の建設が相次いだ。このとき、尾張藩邸を建築するにあたり工事の監督を務めた。次いで近衛家の河原御殿を建設。1864年（元治元年）の第一次長州征討では尾張藩棟梁頭として兵舎の造営するなどの任にあたった。また、禁門の変で長州の陣営として損害を受けた天龍寺の修復の際、父とともに新たに建設された法華堂の彫刻を担当した。同年、戦闘終結とともに京より帰郷。
1870年（明治3年）長男吉太郎（後の伊藤平左衛門10世）誕生。1872年（明治5年）に門生と共に東京・横浜へ行って西洋建築技法を学び、帰郷後、各官衙学校などの建築に応用して模範を示した。1875年（明治8年）に愛知県棟梁となり、愛知県庁・愛知県県議会議事堂など多くの建築をてがけた。1877年（明治10年）、父を失って家督を相続。この年内国勧業博覧会で神社建築の模型を出品して受賞。また、同年に三重県庁舎建設を命じられる。翌年春、名古屋博覧会に柱梁を出品して褒章・賞牌を得、さらに博覧会品評人に任命された。同年、清国に渡る。真宗大谷派が布教を目的に本願寺上海別院を建設するにあたって、その建設法を調査するためであった。上海から天童山・普陀落山などを巡って中国仏教建築法を探求し、同年に帰国。
1879年（明治12年）九世平左衛門襲名。この年、東本願寺大師堂（現・御影堂）再建、上海別院創立の棟梁に任命される。また、大谷派の北京や南京の教校の建設も命じられた。1881年（明治14年）、高野山金剛峯寺再建係から、大塔建設正棟梁に任命される。1888年（明治21年）、真宗大谷派函館別院を始め、北海道の寺院六か所の建築を依頼される。1890年（明治23年）から3年間、北海道にわたり建築指導を行った。1890年（明治23年）、東京に開催の第三回内国勧業博覧会に出品し、賞状と妙技2等賞を得、作品を帝室博物館へ献納した。1894年（明治27年）に京都美術工芸展覧会審査員に任命。1895年（明治28年）に第4回内国勧業博覧会に鐘楼堂雛形を出品して受賞。1896年（明治29年）、京都52回全国品評会名誉審査員に任命。同年6月30日、宮内省より帝室技芸員に任命。1900年（明治33年）2月、日本美術協会第3部委員任命。同年パリ万博に日本建築図案として貴族邸宅設計図を出品し、賞状と金牌を授与される。翌年福島県会津若松市における一府七県聯合共進会において審査員に任命。
1913年（大正2年）2月から病気を患い、5月11日午前2時ごろに名古屋市中区松重町の自宅で死亡。皇室からは祭粢料として150円が下賜された。同年5月11日に名古屋市東佐倉町浄念寺に埋葬。戒名は「宣巧院釋啓道」。同年5月に建築上の功労により藍綬褒章を受章。長男・伊藤平右衛門が家名を次いで伊藤平左衛門10世となった

## 主な作品
| 建造物名                           | 年                 | 所在地         | 状態           | 備考             |
| ---------------------------------- | ------------------ | -------------- | -------------- | ---------------- |
| 旧見付学校                         | 1875年（明治8年）  | 静岡県磐田市   |                | [ 6 ]            |
| 旧愛知県庁舎                       | 1877年（明治10年） | 愛知県名古屋市 | 現存せず       |                  |
| 旧三重県庁舎                       | 1879年（明治12年） | 愛知県犬山市   | 重要文化財     | 施工者として関与 |
| 東本願寺鐘楼                       | 1894年（明治27年） | 京都市下京区   | 重要文化財     | 施行者           |
| 東本願寺御影堂                     | 1895年（明治28年） | 京都市下京区   | 重要文化財     |                  |
| 東本願寺阿弥陀堂                   | 1895年（明治28年） | 京都市下京区   | 重要文化財     | [ 7 ]            |
| 旧香川県博物館 (香川県商工奨励館） | 1899年（明治32年） | 香川県高松市   |                |                  |
| 西本願寺築地別院                   | 1901年（明治34年） | 東京都中央区   | 現存せず       |                  |
| 道明寺天満宮大成殿                 | 1901年（明治34年） | 大阪府藤井寺市 |                |                  |
| 鶴見總持寺仏殿                     | 1915年（大正4年）  | 神奈川県横浜市 | 登録有形文化財 |                  |
| 真宗大谷派函館別院                 | 1915年（大正4年）  | 北海道函館市   | 重要文化財     | [ 6 ]            |

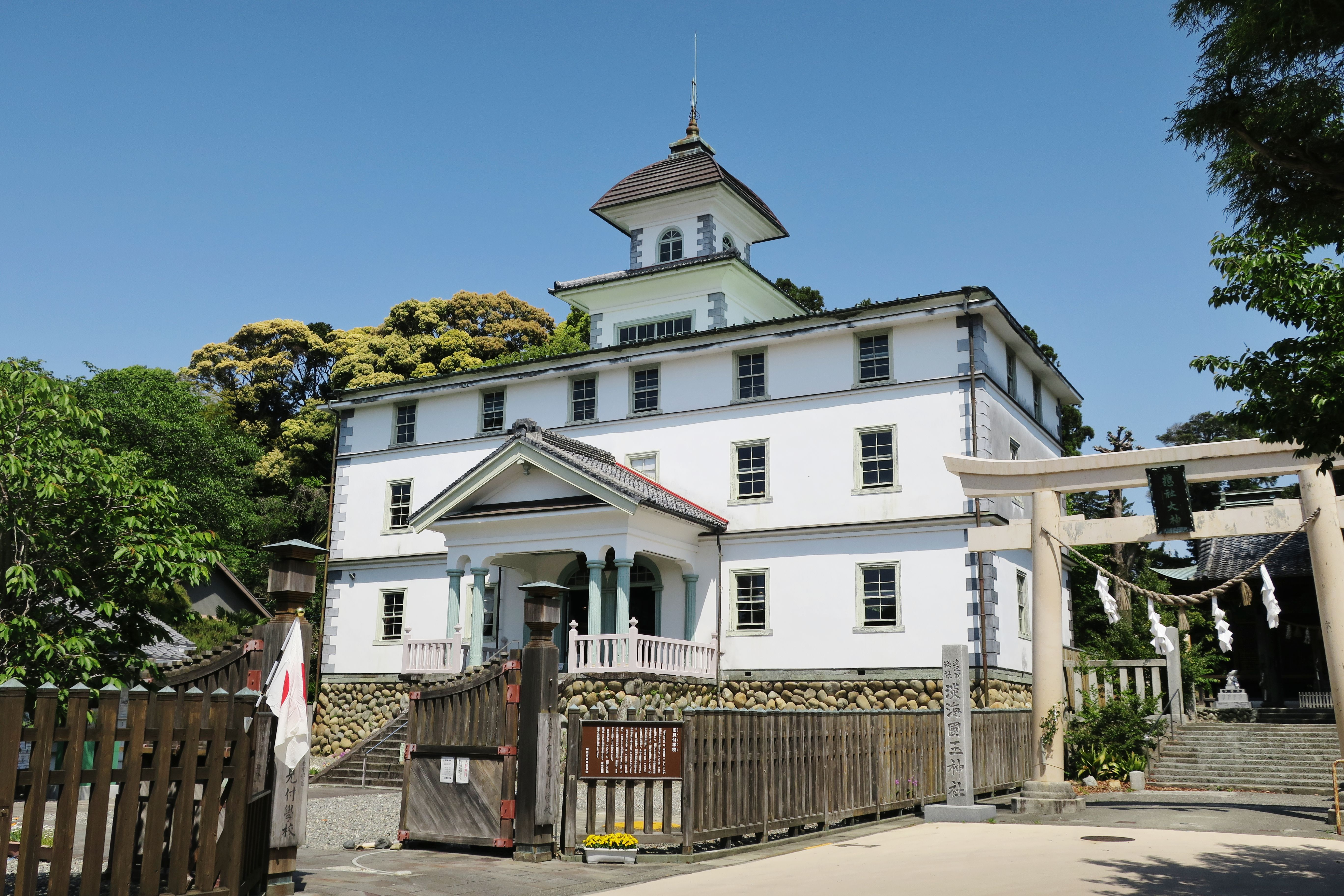
旧見付学校
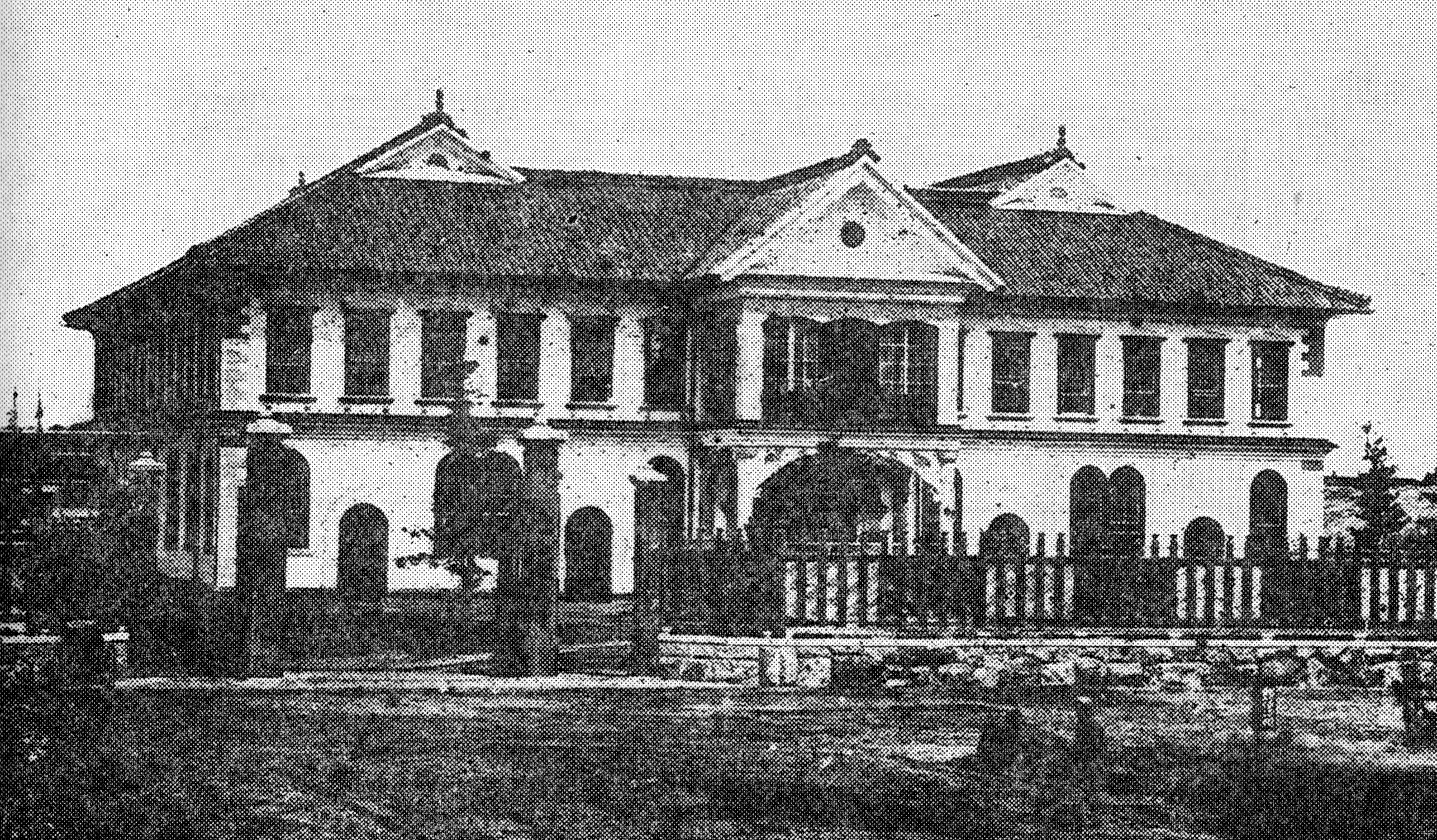
旧愛知県庁舎
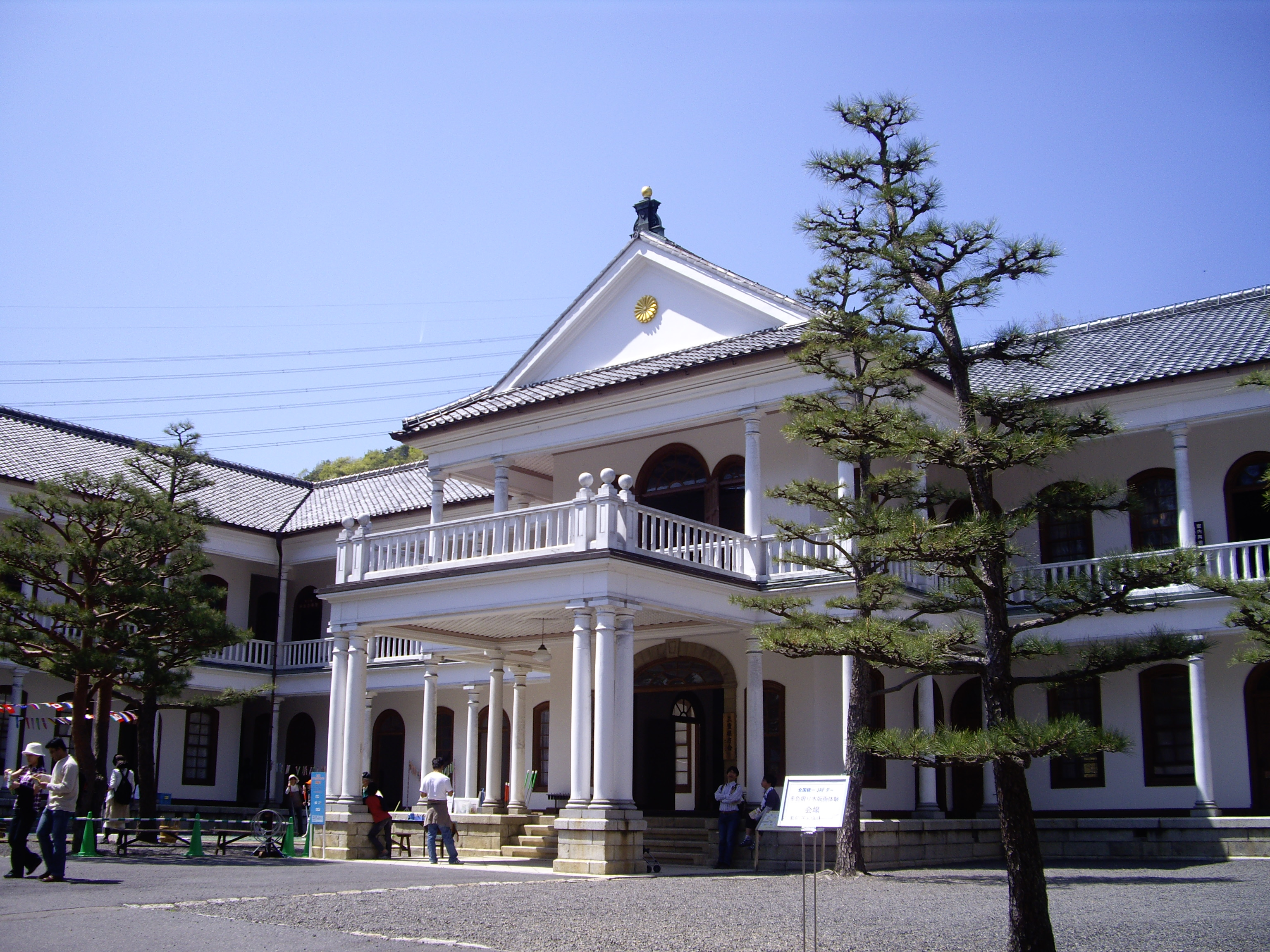
旧三重県庁舎
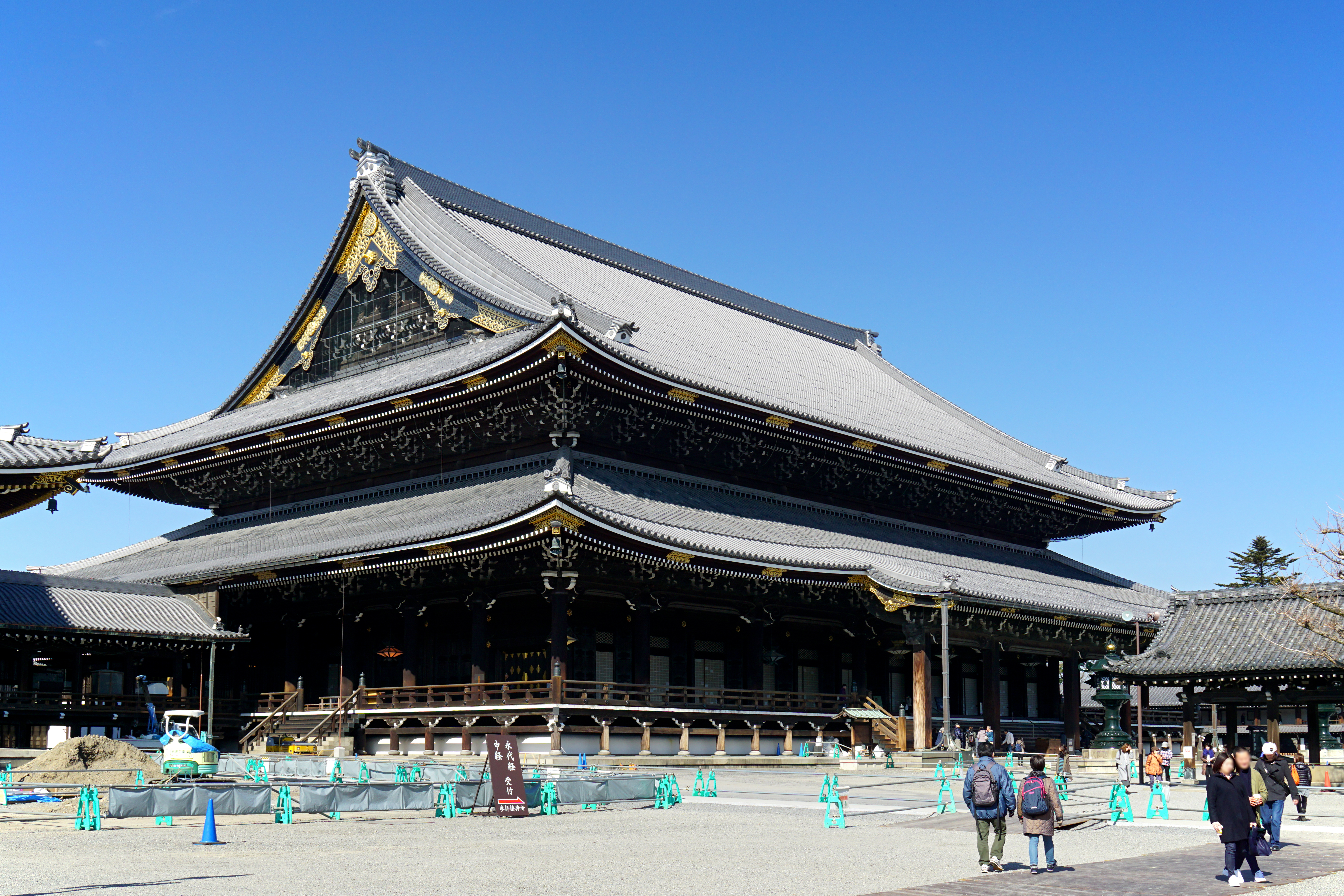
東本願寺御影堂
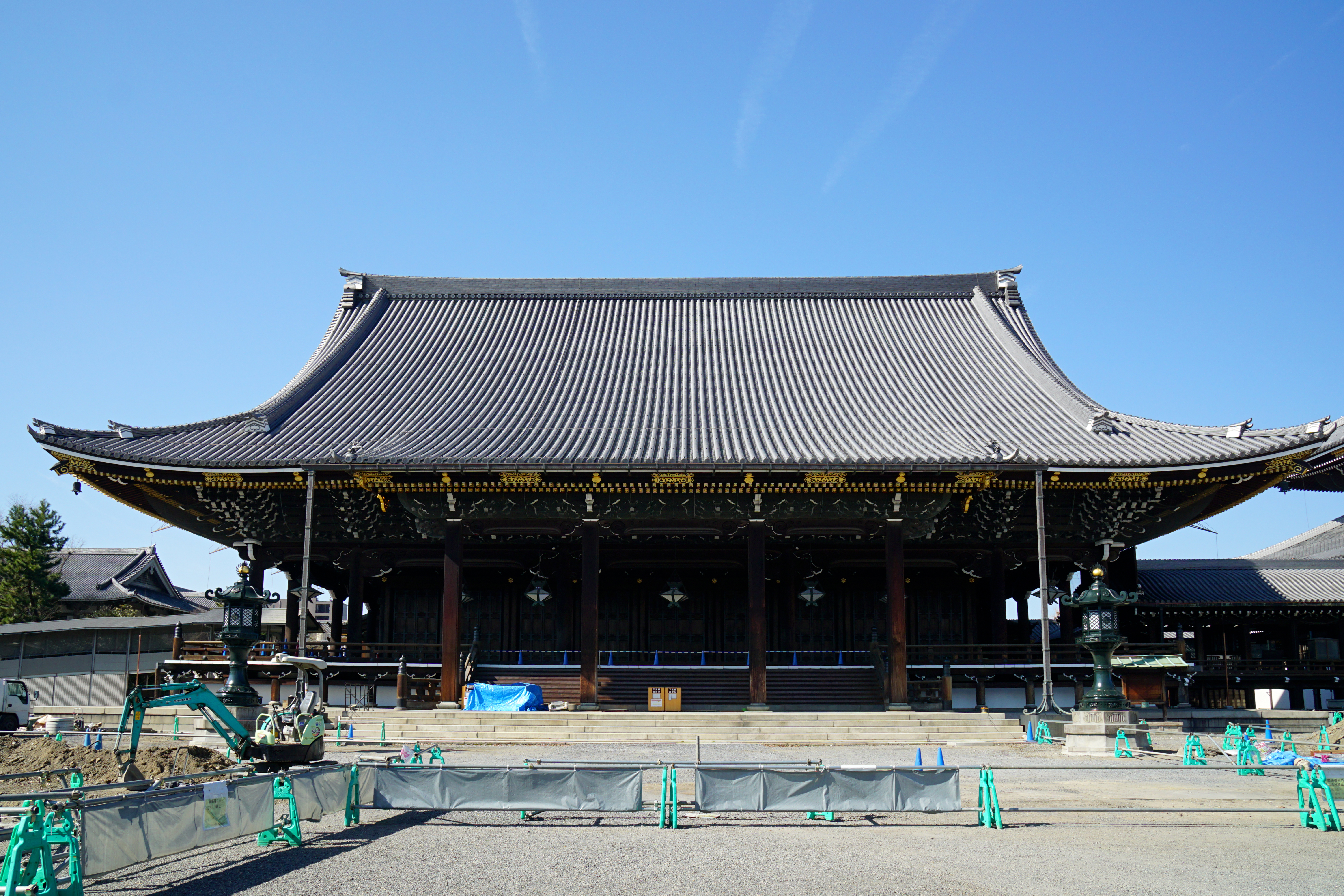
東本願寺阿弥陀堂
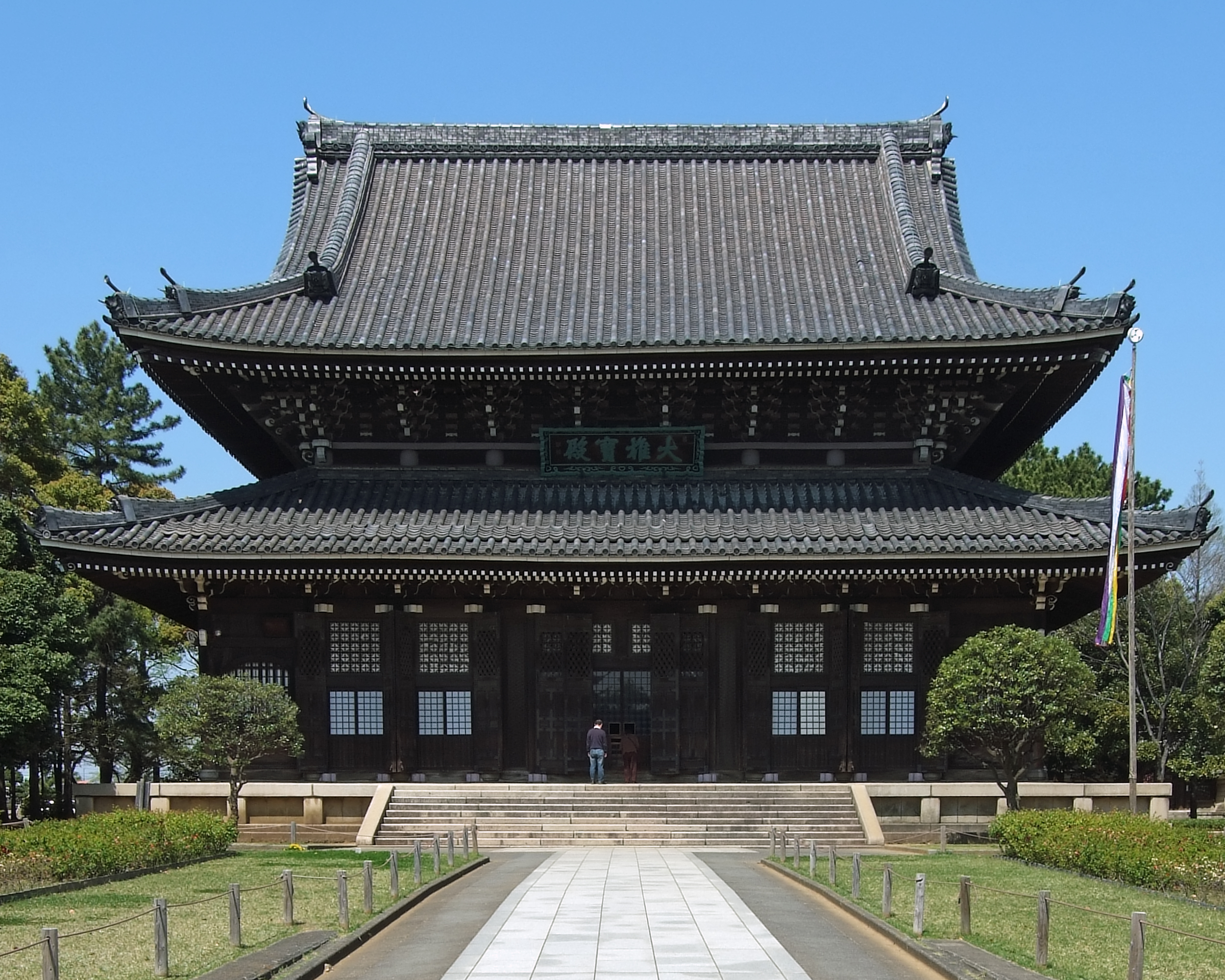
鶴見總持寺仏殿
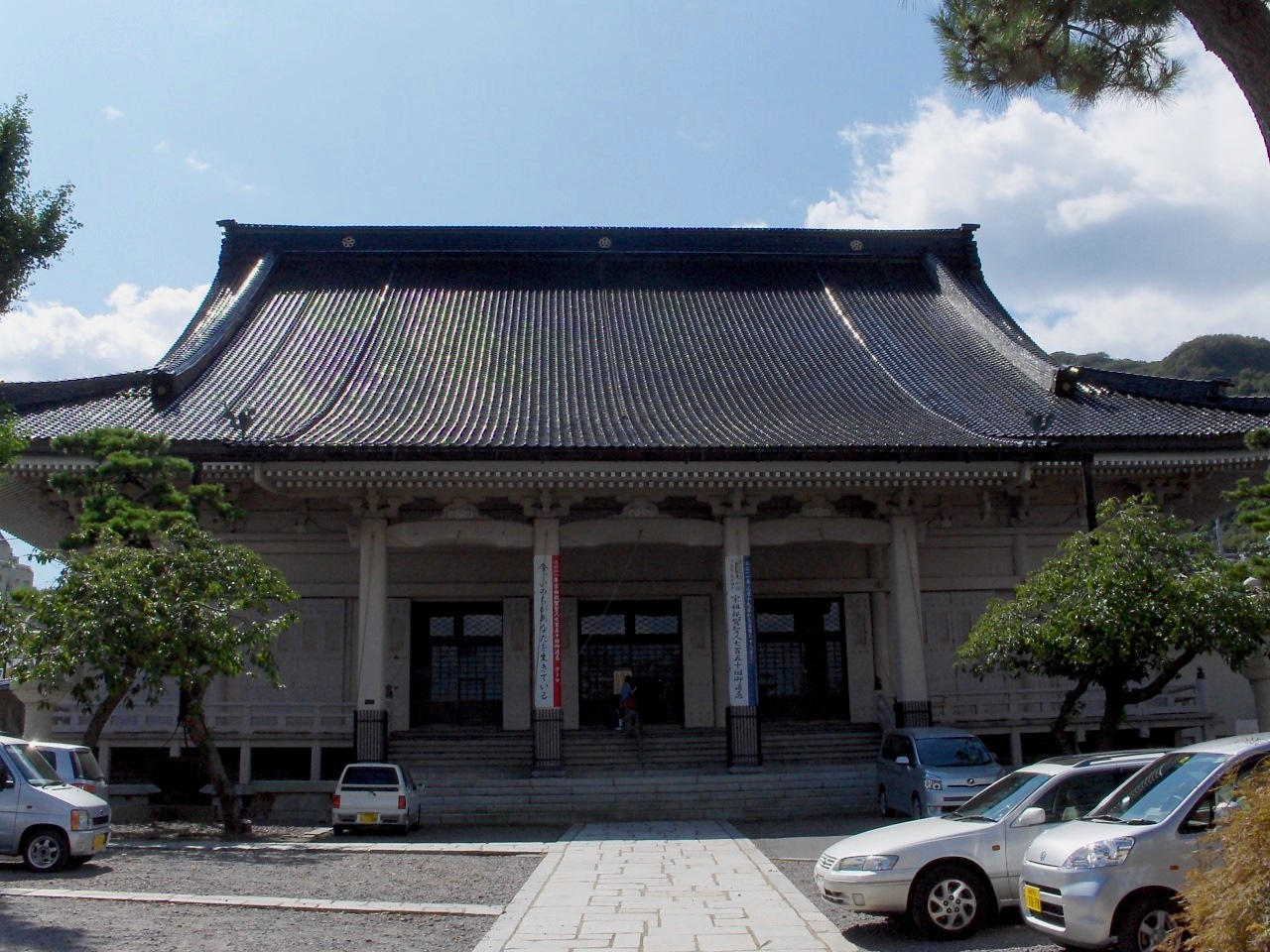
真宗大谷派函館別院本堂